# Zagrad (Berane)
Zagrad es un pueblo ubicado en el municipio de Berane, en Montenegro.

## Demografía
Hasta 2011 la población era de 27 habitantes, conformada por 13 hogares y 46 viviendas.
| 311                                                              | 327 | 319 | 280 | 155 | 69 | 55 | 27 |
| (Fuente: Population statistics of Eastern Europe & former USSR.) |     |     |     |     |    |    |    |

| Etnicidad                                           | Número | Porcentaje |
| --------------------------------------------------- | ------ | ---------- |
| Serbios                                             | 35     | 63,63 %    |
| Montenegrinos                                       | 20     | 36,36 %    |
| Fuente: Republic of Montenegro. Statistical Office. |        |            |